# Bagnanti ad Asnières
Bagnanti ad Asnières (Une baignade à Asnières) è un dipinto del pittore francese Georges Seurat, realizzato nel 1884 e conservato alla National Gallery di Londra.

## Storia

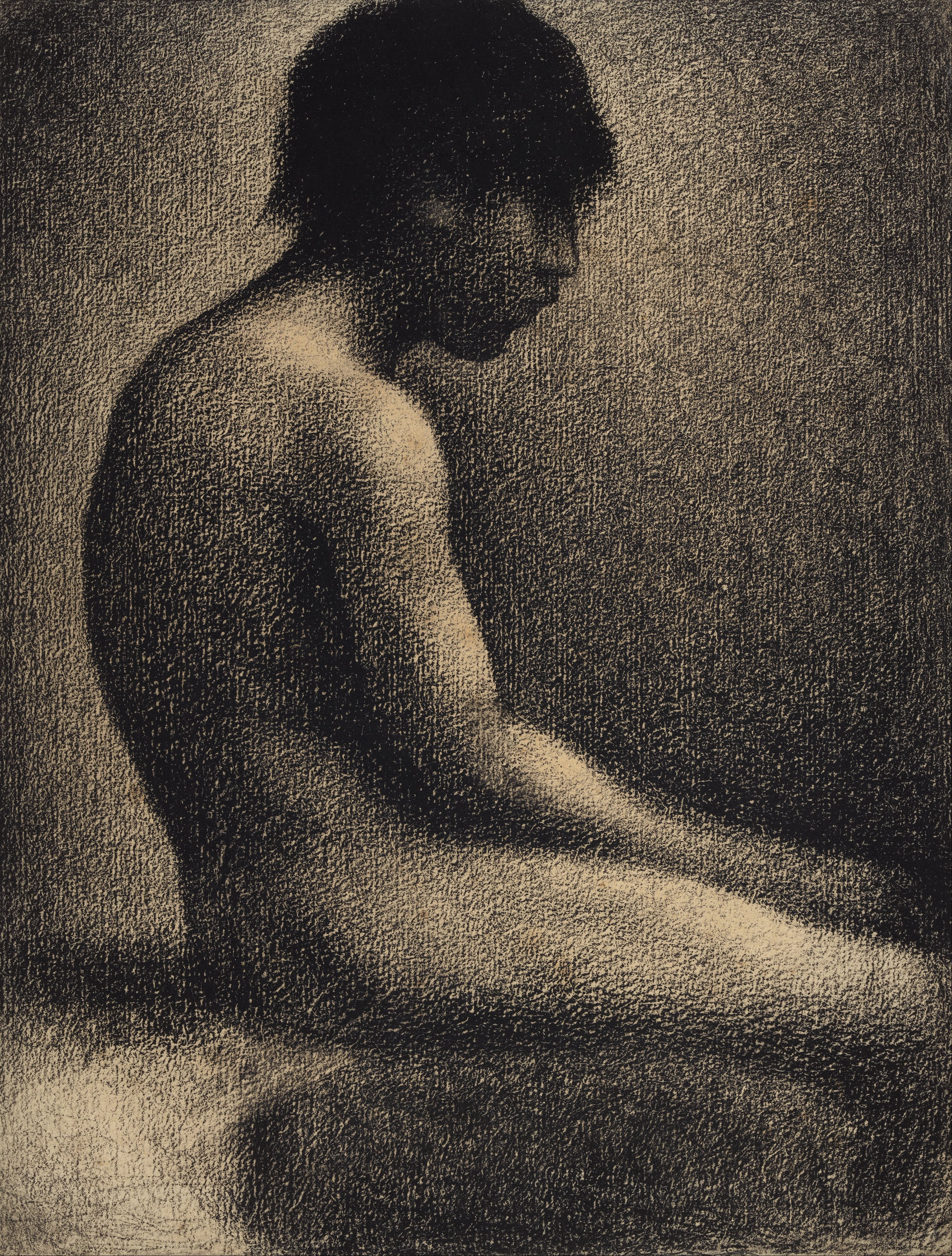
Georges Seurat, Ragazzo seduto (1883-1884); disegno a matita nera Conté, 31,7×24,7 cm, National Gallery of Scotland, Edimburgo

### Realizzazione
Nel 1879, quando mancavano ormai pochi anni prima dell'esecuzione di Bagnanti ad Asnières, Seurat stava ancora perfezionando la propria tecnica pittorica sotto la guida degli insegnanti della École des Beaux-Arts. L'Accademia insegnava ai propri studenti che qualsiasi dipinto di grande formato, prima di esser portato a compimento, doveva essere preceduto da una sicura preparazione disegnativa, da predisporre con l'esecuzione di numerosissimi disegni e bozzetti preparatori.
È possibile che Seurat pensasse ai Bagnanti ad Asnières già a partire dal 1882. Da quell'anno fino al 1884 si sono succeduti diversi studi a olio (il catalogue raisonné di César de Hauke ne elenca quattordici): si osservi, in tal senso, il bozzetto preparatorio oggi esposto a Chicago, del tutto simile alla redazione finale, fatta eccezione ovviamente per le dimensioni (molto piccole, 25×16 cm). Seurat era solito soprannominare affettuosamente queste minuscole tavole con il termine croquetons, oggi divenuto così popolare da potersi considerare a tutti gli effetti come un occasionalismo linguistico.
Ai croquetons, volti a studiare il colore e la luce, Seurat affiancò poi ben nove disegni, sempre preparatori, eseguiti con la matita Conté, particolarmente apprezzata dal pittore per il suo tratto morbido e graduabile. È proprio dosando con grande abilità la pressione della matita Conté, e sfruttando le asperità di supporti come il cartoncino (che, con le sue scabrosità, tende a trattenere abbastanza disomogeneamente il segno della matita), che Seurat riesce a lumeggiare le sue figure e a conferire loro un notevole vigore plastico, senza neppure impiegare la biacca o sostanze coloranti analoghe. L'ultimo impegno consisteva infine nel sintetizzare lentamente sulla tela i risultati ottenuti, eliminando il superfluo e conservando l'indispensabile, attraverso un paziente lavoro di depurazione dell'immagine.

### Fortuna critica

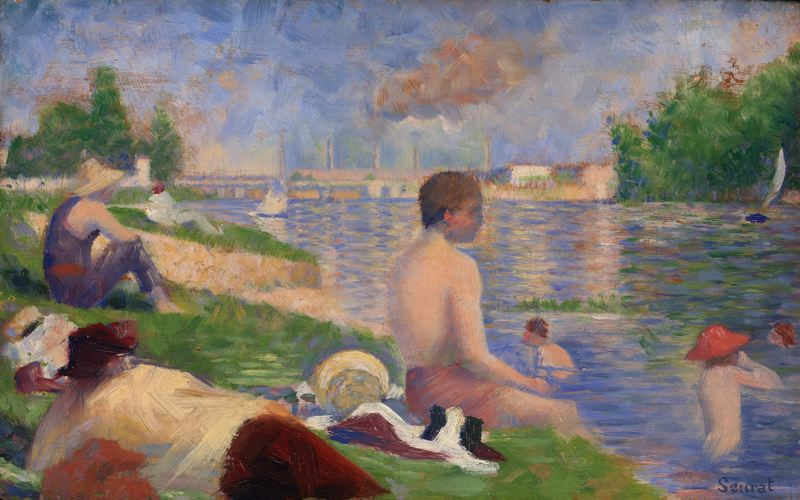
Georges Seurat, I bagnanti: studio finale (1883); olio su pannello, 15.8x25.1 cm, Art Institute, Chicago

Il dipinto, inviato al Salon del 1884 e rifiutato dalla giuria, fu presentato per la prima volta al pubblico in occasione del Salon des Artistes Indépendants, presso il quale fu esposto sotto il numero di catalogo 261. I critici si divisero letteralmente in due. Paul Alexis fu categorico nel sentenziare che si trattava di un «falso Puvis de Chavannes. Che bagnanti divertenti! Eppure, quest'opera è stata eseguita con un ardore quasi commovente, e preferirei non scherzarci sopra». Ne L’Intransigeant Edmond Bazire si espresse in toni abbastanza favorevoli: «dietro il prisma delle eccentricità Seurat cela un eccezionale talento grafico, e avviluppa i suoi bagnanti, le sue increspature fluviali, i suoi orizzonti in toni squisitamente caldi». Anche Jules Claretie e Roger Marx scrissero che si trattava di un dipinto «impressionista» assolutamente degno di nota. Paul Signac, altro pioniere del Neoimpressionismo, affermò che il dipinto era stato realizzato...:
(Paul Signac)
Meno lusinghiero fu il giudizio di un commentatore anonimo del The Sun che si espresse in questi termini: «Il grande maestro - ma solo secondo il suo punto di vista! - è certamente Seurat, autore di quella mostruosa immagine dei Bagnanti che campeggia trionfalmente nella Galleria Durand-Ruel. È questo il frutto di una mente volgare, rude, ordinaria [...] È un fiasco sotto ogni punto di vista». In effetti, le critiche che diluviarono su quest'opera, certamente molto innovativa per i suoi tempi, furono innumerevoli. Nonostante ciò, con il passare degli anni il dipinto arrivò a conquistarsi gradualmente il rispetto dei critici. Inizialmente custodito dalla famiglia Seurat, nel 1900 l'opera fu acquistata da Félix Fénéon, uomo che nel 1884 «aveva immediatamente percepito l'importanza dei Bagnanti ad Asnières» - per poi passare nelle collezioni nazionali britanniche nel 1924 grazie al contribuito del Courtauld Fund. Dalla Tate Gallery l'opera fu spostata nel 1961 presso la National Gallery di Londra, dove essa ha trovato la sua collocazione definitiva.

## Descrizione

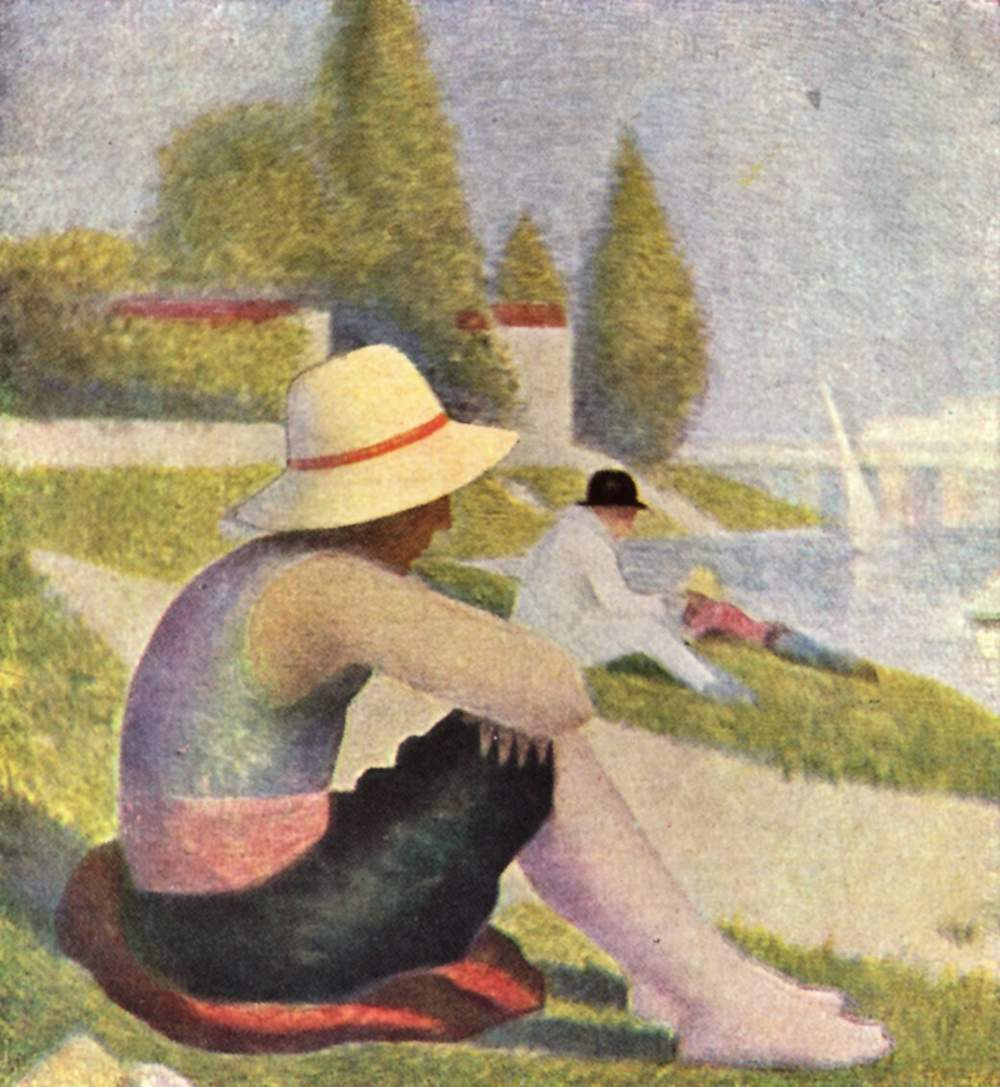
Dettaglio della bagnante seduta sul manto erboso

L'opera raffigura un gruppo di bambini, uomini e donne che si sta godendo una giornata di riposo ad Asnières-sur-Seine, sobborgo periferico nell'Île-de-France. Sullo sfondo le fabbriche di Clichy sostituiscono il tradizionale paesaggio di montagne e colline, conferendo ritmo alla composizione ed evocando la nascente industrializzazione della capitale; esse, tuttavia, sono inattive, con le ciminiere spente, tanto che il fumo che si vede proviene in realtà dallo sbuffo di un treno che sta attraversando il ponte sul fiume. La scena è inondata di una luce velata ed astraente, ottenuta grazie ad una particolare tecnica antesignana del pointillisme, consistente nella giustapposizione di pennellate divise: del germe neoimpressionista contenuto in quest'opera, in ogni caso, si parlerà approfonditamente più avanti.
Una coppia benestante si sta facendo portare in barca verso l'isola della Grande Jatte, mentre una canoa voga nel verso opposto con placidi remeggi. Nessun personaggio interagisce. Al centro un ragazzo si è tolto la camicia e il cappello, sparsi dietro di lui, e immerge le gambe nell'acqua da seduto. Davanti a lui un ragazzino è completamente avvolto dalle acque appena increspate della Senna e soffia nelle sue mani, come se si volesse scaldare (oppure, forse, in questo modo intende amplificare un grido). Poco più in là un altro bagnante sta immerso, stringendosi nelle spalle per il freddo dell'acqua. Assistono alla scena un uomo sdraiato e vestito in primo piano, affiancato da un tenero cagnolino, un altro personaggio con un cappello a larghe tese e altri bagnanti più lontani. Non vi è segno di conversazione o diletto tra i personaggi: questa peculiarità potrebbe simboleggiare l'alienazione che, in quei secoli, tormentava le classi operaie, anche se il dipinto più verosimilmente è una semplice declinazione in chiave moderna del tema classico delle bagnanti (in piena ottemperanza alle prescrizioni estetiche di Baudelaire, per il quale «la vita a Parigi è piena di soggetti poetici e meravigliosi; il meraviglioso ci avvolge e ci bagna come l'atmosfera che ci circonda»). La composizione, come si è visto nel paragrafo Storia, appare costruita con cura, con motivi geometrici ricorrenti quali la curvatura delle schiene, o i triangoli degli alberi sulle sponde e delle vele delle imbarcazioni.
Sono diversi i modelli pittorici ai quali Seurat si è ispirato per i suoi Bagnanti ad Asnières. Da Pierre Puvis de Chavannes Seurat desume l’impostazione monumentale e solenne delle figure e la tavolozza ridotta a due colori principali (in questo caso, il blu e il verde). Il pittore, poi, deve molto al cromatismo delle opere di Eugène Delacroix e, soprattutto, all'immobilità atemporale che cristallizza i personaggi dipinti da Piero della Francesca: anche le figure presenti nei Bagnanti ad Asnières, infatti, sono statuarie, tornite dalla luce, colte in atteggiamento riflessivo ed enigmatico. Già il fatto che è possibile confrontare questo dipinto con Piero della Francesca, poi, illustra icasticamente le divergenze presenti tra i Bagnanti ad Asnières e l'Impressionismo. Certo, come gli Impressionisti Seurat decide di registrare con il suo pennello un istante di contemporaneità quotidiana, cogliendolo con un'inquadratura dinamica, fotografica, e per questo moderna: eppure, come già accennato, Seurat a differenza degli impressionisti non dipingeva en plein air, bensì compiva numerosi studi preparatori prima di realizzare l'opera definitiva nel chiuso del suo atelier. Il soggetto è ancora immerso nella natura, eppure è assente il carattere informale dell'impressione istantanea e accidentale che, per esempio, troviamo nelle opere di Monet o del primo Renoir.

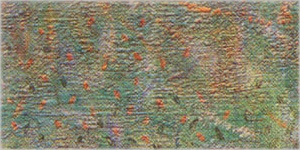
Il prato, definito da colori puri accostati tra di loro e poi fusi dalla retina dell'occhio dell'osservatore

Analogamente, se il cielo viene reso impressionisticamente, lo stesso non si può dire per il cappello rosso del bambino in primo piano, il quale è stato rielaborato per includere puntini blu e arancioni contrastanti, o per l'acqua che circoscrive tale cappello, animata da una sospensione di puntini gialli. Applicando il primo criterio cromoluminare del chimico Chevreul, accostò i colori complementari puri con piccole pennellate (non ancora puntini), una di fianco all'altra e una sopra all'altra. La mescolanza meccanica dei colori veniva invero vista come una degradazione della purità e della luminosità degli stessi, che quindi dovevano essere solo accostati e non stemperati insieme. Il verde del prato è stato ottenuto ad esempio con moltissimi colori, tra cui un verde azzurrognolo, il giallo cadmio, l'azzurro cobalto, l'oltremare francese (blu grigiastro), il malva e il viola, questi ultimi due ottenuti mischiando pigmenti blu con il rosso puro, l'arancione e il rosa. Sfumature e tonalità non sono quindi stese direttamente sulla tela, ma sono predisposte in modo che si compongano direttamente nell'occhio di chi osserva a una debita distanza, secondo una metodologia che, seppur ancora embrionale, verrà sviluppata dal pittore in un'opera successiva titolata Una domenica pomeriggio sull'isola della Grande-Jatte.
Ne risulta quindi «un'opera monumentale, dal lucido impianto prospettico, in cui i personaggi stanno nella fissità silenziosa delle sculture come archetipi umani che sembrano sintetizzare in sé l'essenza stessa della vita. Armonia di linee, armonia di masse, armonia cromatica, raggiunte con una tecnica pittorica nuovissima che impiega la scomposizione ottica del colore in alcune zone (per esempio sull'erba della sponda), mentre per altre sceglie il colore puro, dato a grandi pennellate, che talvolta si riduce in tocchi sottili e vibranti di luce». La staticità e la mancanza di espressione delle figure da una parte, che sono dipinte ad ampie zone, e il trattamento impressionistico del cielo dall'altra, trattato a piccoli tocchi, costituiscono «due visioni che si oppongono - l'architettonica e l'impressionistica - eppure trovano nel loro contrasto, tra l'eterno e il fuggevole, tra la solidità della forma e il fluire della luce, una poesia solenne» (Venturi).